# 皮希尼奧
皮希尼奧是哥倫比亞的城鎮，位於該國北部，由馬格達萊納省負責管轄，距離首府聖瑪爾塔325公里，始建於1996年3月26日，面積739平方公里，海拔高度25米，2005年人口14,848。

## 外部連結
- （西班牙文） Pijino official website Archive.today的存檔，存档日期2012-11-29
- （西班牙文） Gobernacion del Magdalena - Pijiño

9°20′N 74°27′W / 9.333°N 74.450°W